# Lago Eklutna
Il lago Eklutna (Eklutna Lake in inglese) è un lago a nord di Anchorage (Alaska, Stati Uniti). 

## Storia
Il lago Eklutna (Idlu Bena in lingua locale) è stato per centinaia di anni culturalmente significativo per le popolazioni locali (Dena’ina Athabascans). Le montagne che circondano il lago erano zona di caccia per il popolo di Eklutna. Attualmente il lago fa parte del Parco statale di Chugach (Chugach State Park) con una superficie di 2.000 chilometri quadrati immediatamente a nord-est di Anchorage.

## Geografia fisica
Il lago, orientato nord-ovest/sud-est, è lungo circa 10-11 km con una larghezza media di circa 1 chilometro. È alimentato dalle acque del ghiacciaio Eklutna (Eklutna Glacier) e fornisce l'acqua per il fiume Eklutna (Eklutna River) che sfocia in testa alla baia di Knik (Knik Arm)
Il lago è circondato dai seguenti monti (tutti appartenenti al gruppo montuoso del Chugach):
| Nome del monte    | Altezza (m s.l.m.) | Coordinate             | Distanza e direzione dal lago |
| ----------------- | ------------------ | ---------------------- | ----------------------------- |
| Bold Peak         | 2.264              | 61°20′37″N 148°55′26″W | 6 km verso sud-est            |
| Thunder Bird Peak | 1.930              | 61°19′08″N 149°05′27″W | 6 km verso sud-ovest          |
| Benign Peak       | 2.128              | 61°16′27″N 149°01′24″W | 10 km verso sud               |
| Bashful Peak      | 2.315              | 61°18′29″N 148°52′05″W | 11 km verso sud-est           |
| East Twin Peak    | 1.666              | 61°26′44″N 149°08′40″W | 11 km verso nord-ovest        |
| West Twin Peak    | 1.520              | 61°26′33″N 149°09′29″W | 11 km verso nord-ovest        |

## Accessi
Il lago si trova a 60 chilometri a nord da Anchorage e 42 chilometri a sud da Palmer. Il lago è accessibile tramite una strada di 15 chilometri completamente asfaltata (Eklutna Lake Road). La strada inizia all'uscita dall'autostrada Glenn (Glenn Highway), miglio 26,5, per il villaggio di Eklutna.

## Ecologia
Nei pressi del lago sono presenti fitte foreste di:
- peccio bianco (white spruce);
- betulla bianca (paper birch);
- pioppo tremulo (quaking aspen).

Il terreno a quote basse è ricoperto dai seguenti fiori selvatici:
- corniolo nano (dwarf dogwood);
- garofanino di montagna (fireweed);
- boschniakia rossica (northern groundcone);

A quote più elevate troviamo:
- camedrio alpino (mountain avens);
- nontiscordardimé alpino (alpine forget-me-not);
- astragalo alpino (alpine milkvetch);
- piroletta asarifolia (bog wintergreen);
- geranio selvatico (wild geranium);
- lupino nootka (nootka lupine);
- castilleja unalaschcensis (coastal paintbrush);
- sassifraga tricuspidata (prickly saxifrage);
- anemone giallo (yellow anemone).

Tra la fine dell'estate e l'inizio dell'autunno si possono trovare le seguenti bacche:
- viburno edule (highbush cranberries);
- mirtillo rosso (ligonberries);
- ribes triste (northern redcurrants);
- mirtillo palustre (bog blueberries);
- mirtillo nano (dwarf blueberries);
- arctostaphylos alpina (alpine bearberries);
- mirtillo nero (crowberries).

## Turismo
Un sentiero (Lakeside Trail) di circa 20 km costeggia il lago per poi proseguire fino ai piedi del ghiacciaio Eklutna. Il sentiero prosegue fino a raggiungere Girdwood dall'altra parte del parco dopo oltre 50 chilometri attraversando il passo Crow (Crow Pass).
Altri sentieri (Twin Peaks Trail) portano in cima al monte Bashful Peak (2.440 metri) dal quale si può ammirare il lago per tutta la sua lunghezza.

## Galleria d'immagini

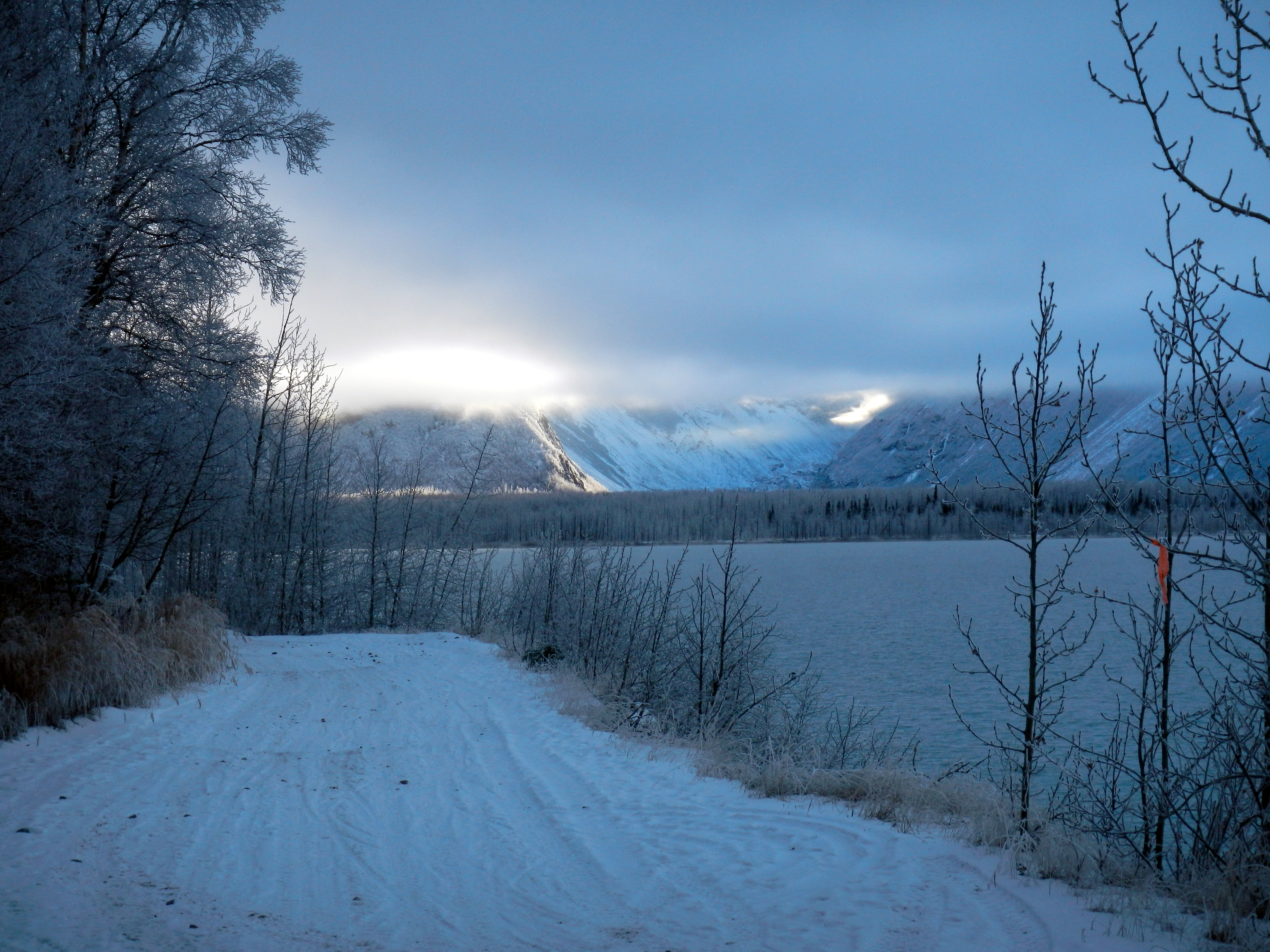
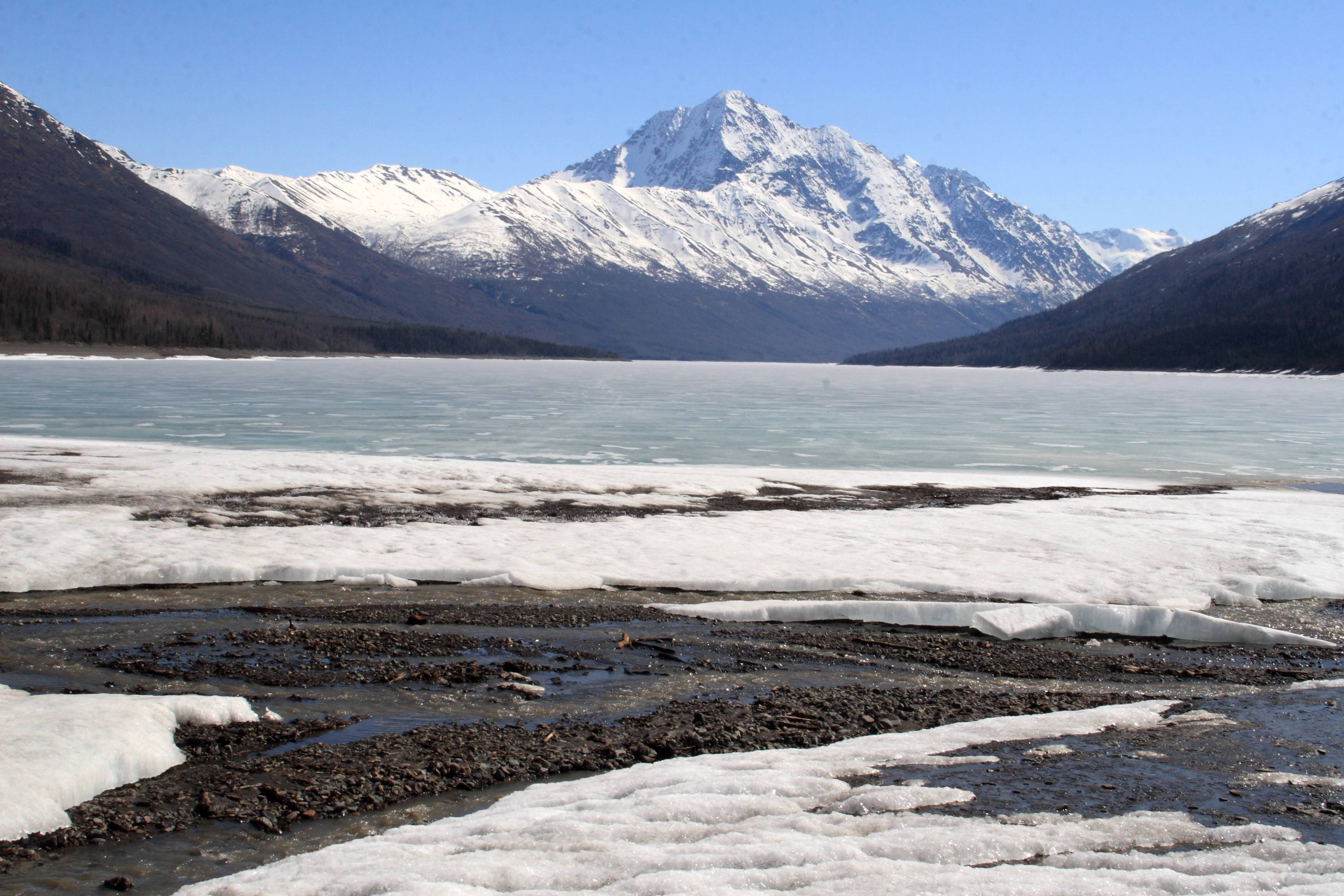
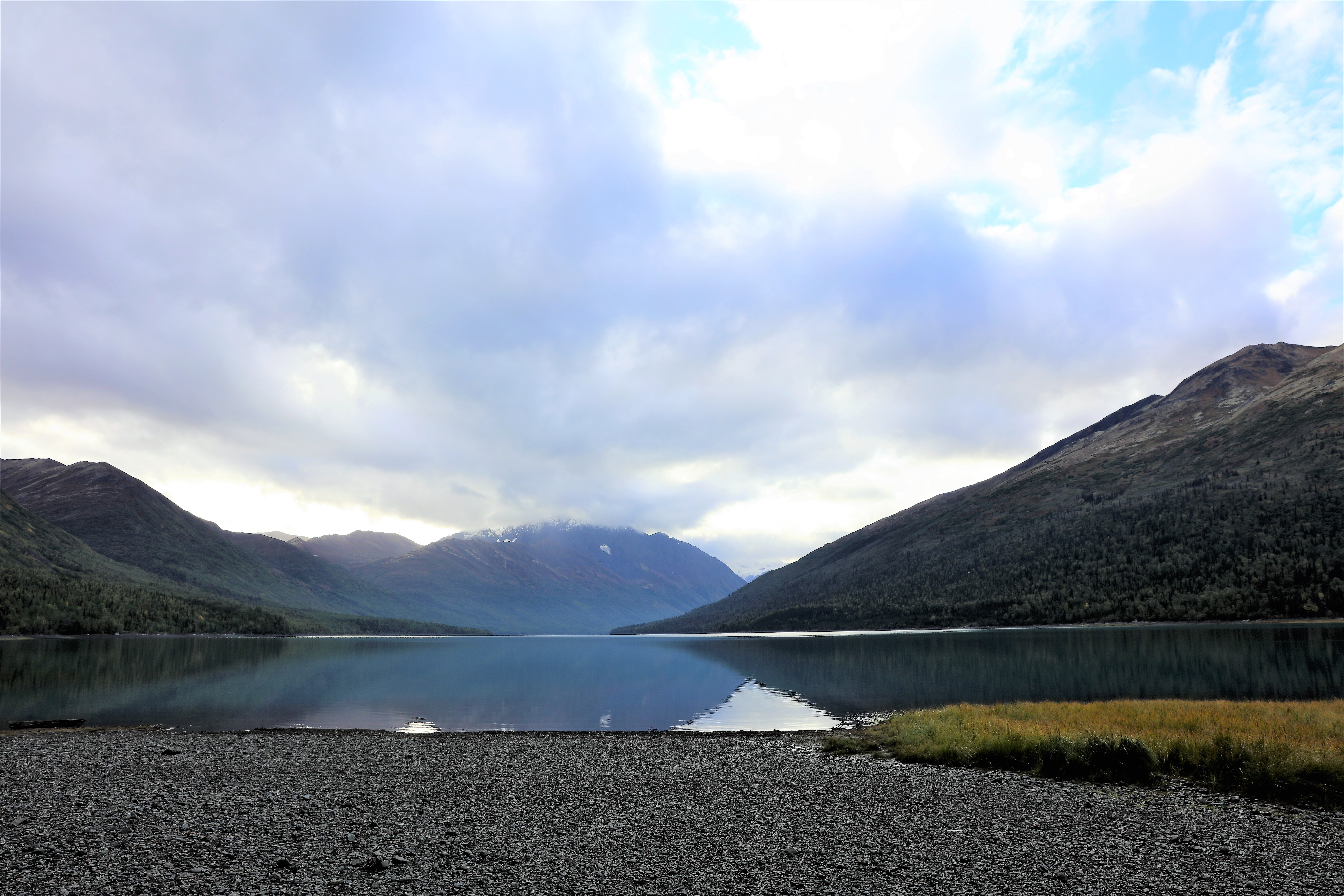
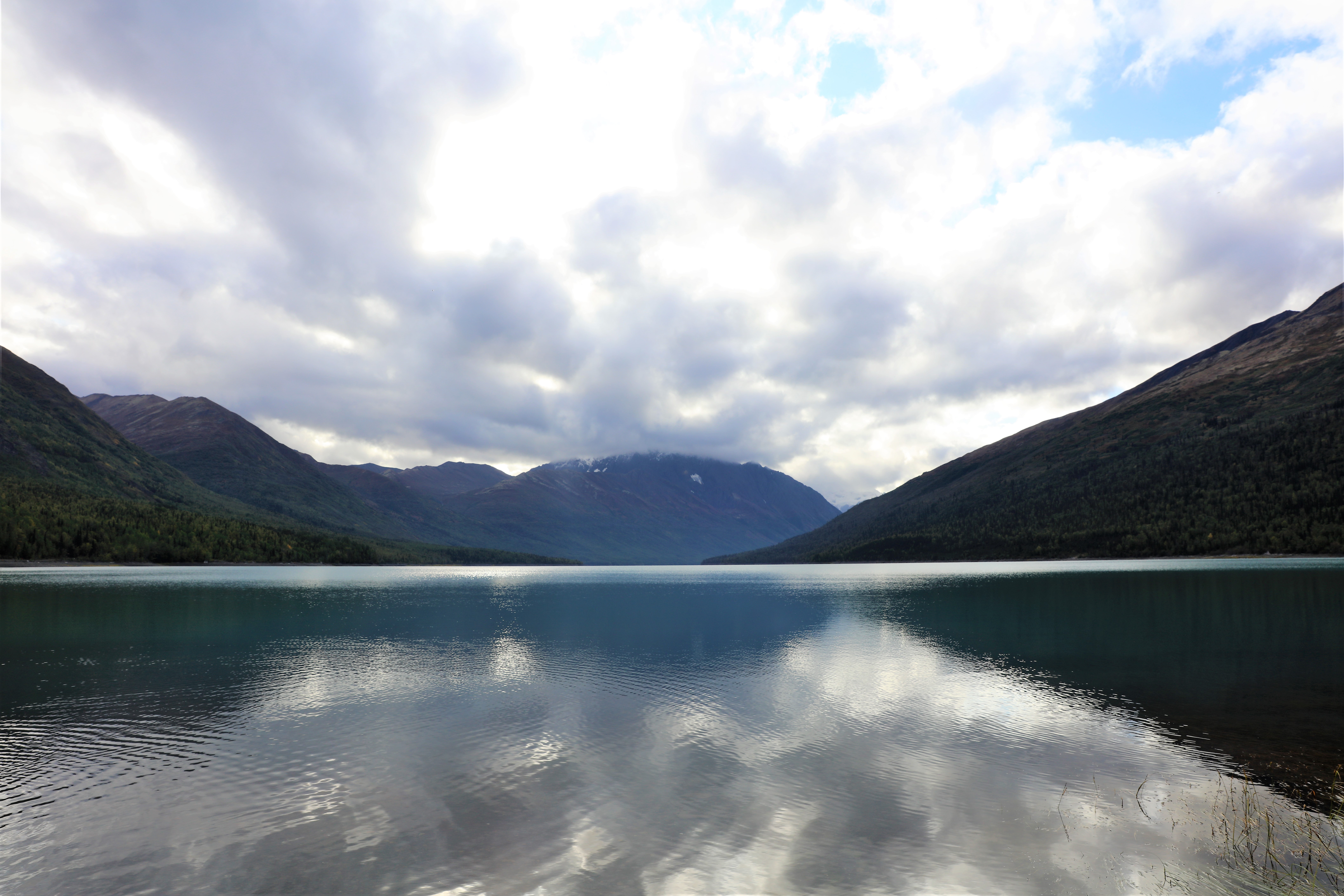
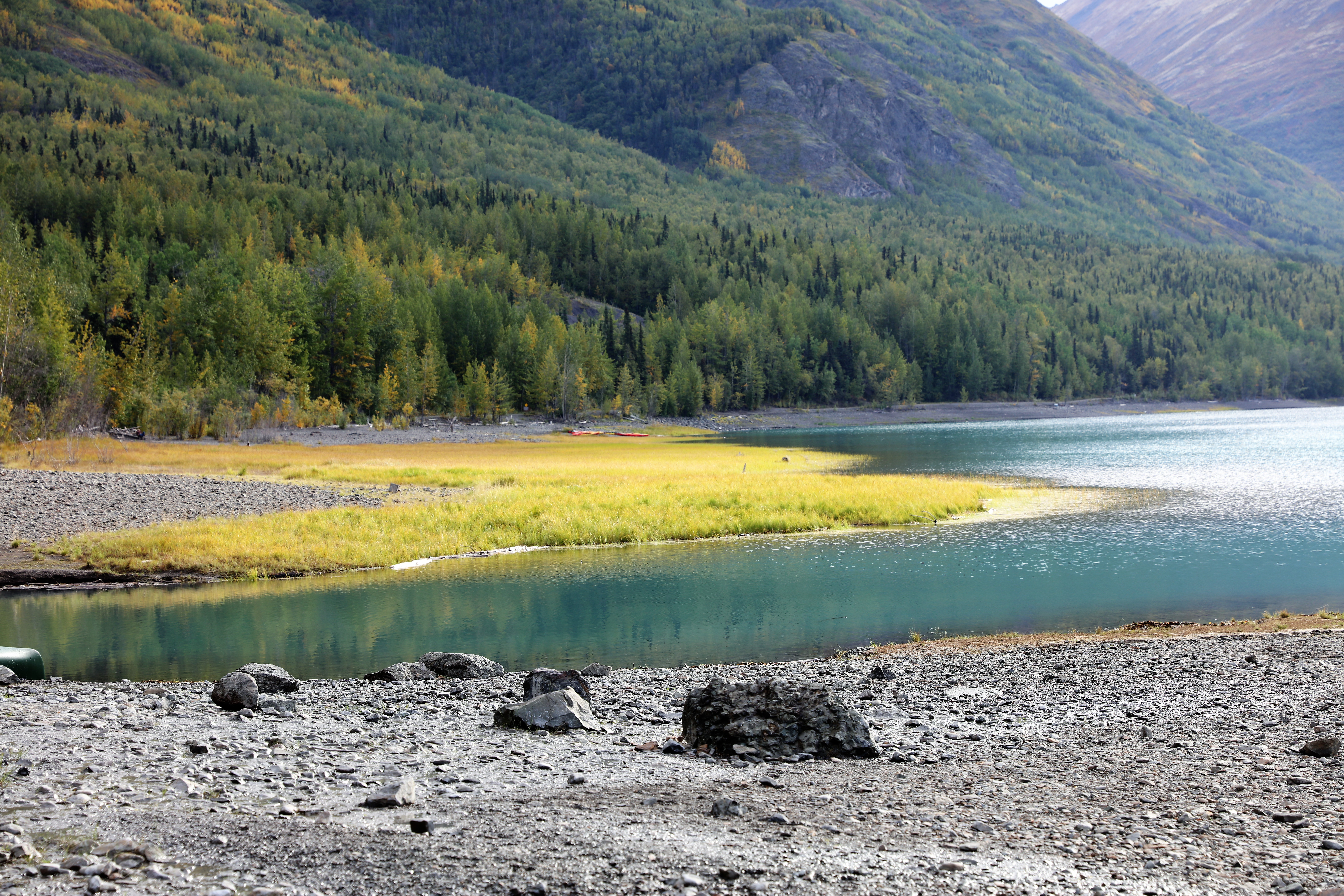
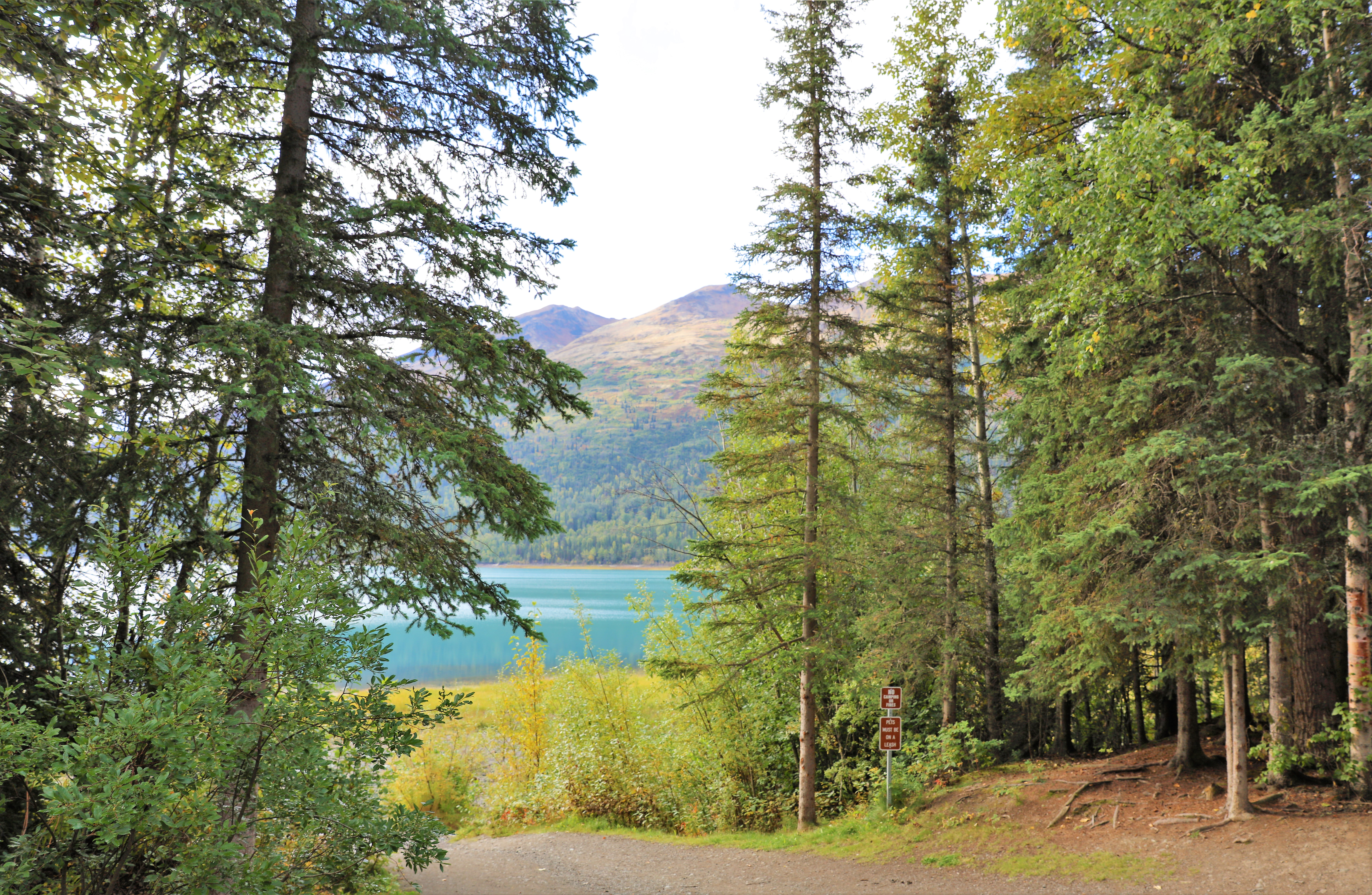
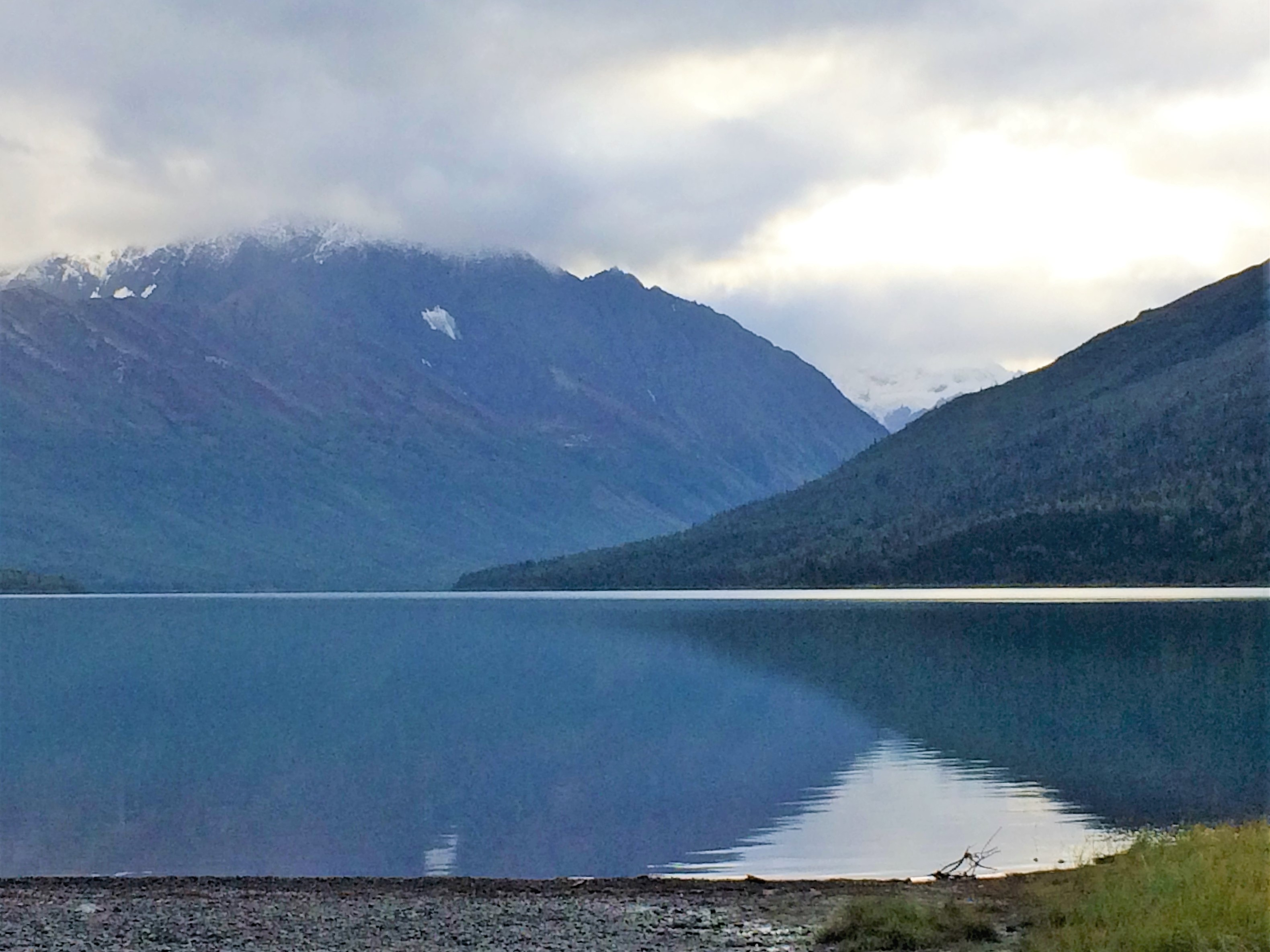